# Білоозерський ботанічний заказник
Білоозерський — ботанічний заказник місцевого значення. Об'єкт розташований на території Ковельського району Волинської області, на північний захід від с. Любохини.
Площа — 7 га, статус отриманий у 1980 році. Перебуває у користуванні ДП «Старовижівське ЛГ», Любохинівське лісництво, квартал 30, виділ 1, 2.
Охороняється ділянка соснового лісу у заплаві річки Прип'ять. У Трав'яному ярусі ростуть журавлина болотяна, багно звичайне, лохина, сфагнум.

## Галерея

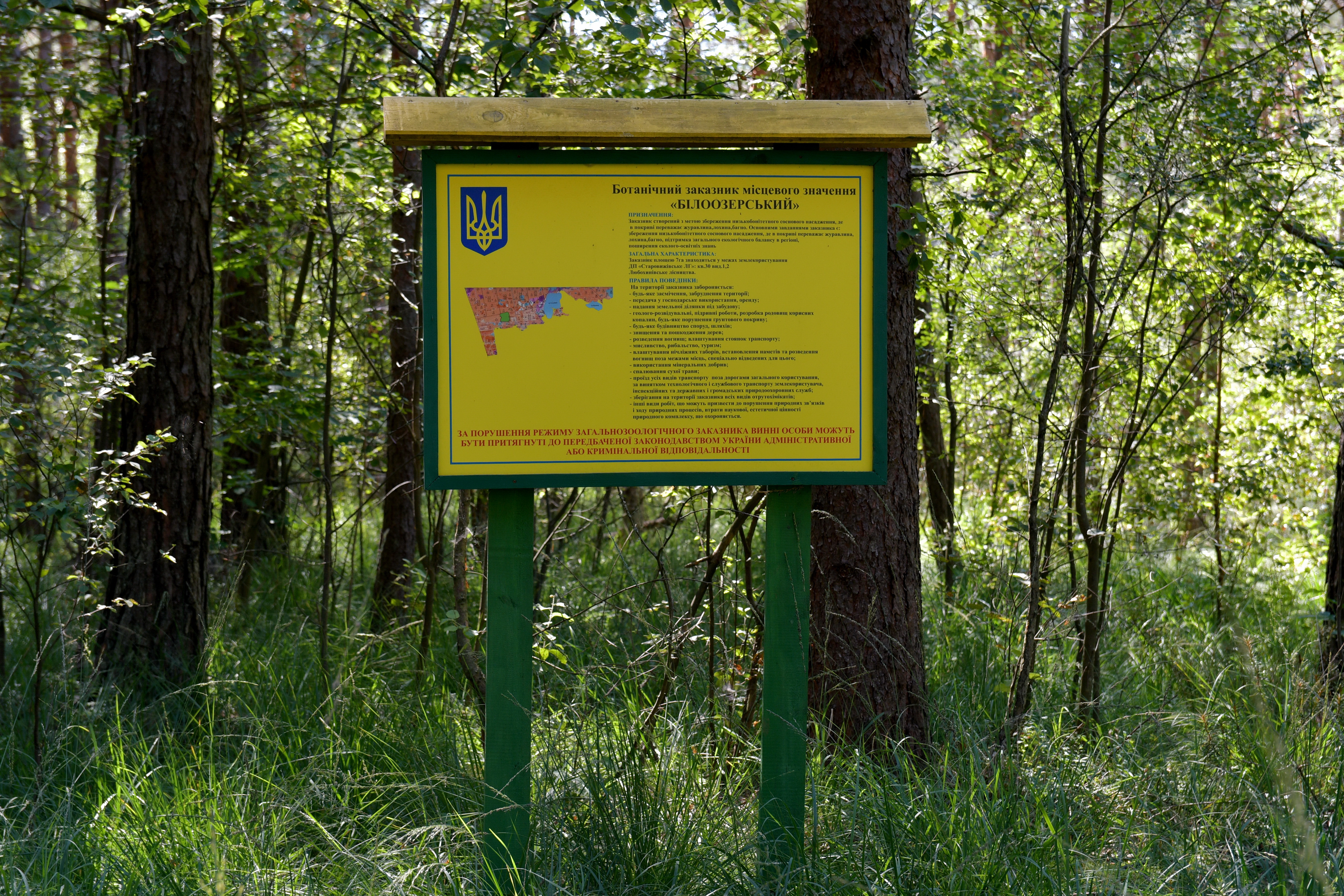
Інформаційна дошка
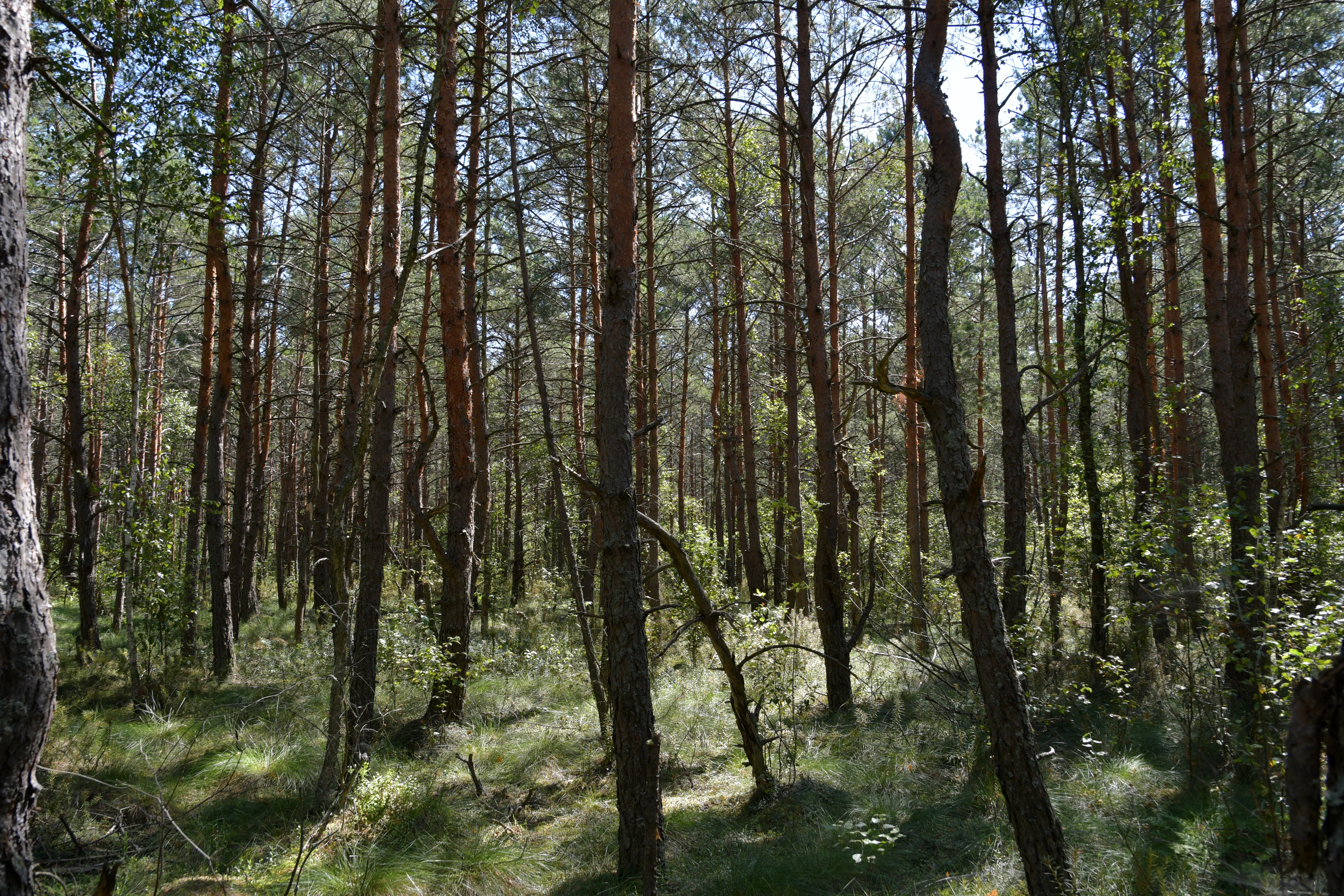
Загальний вигляд
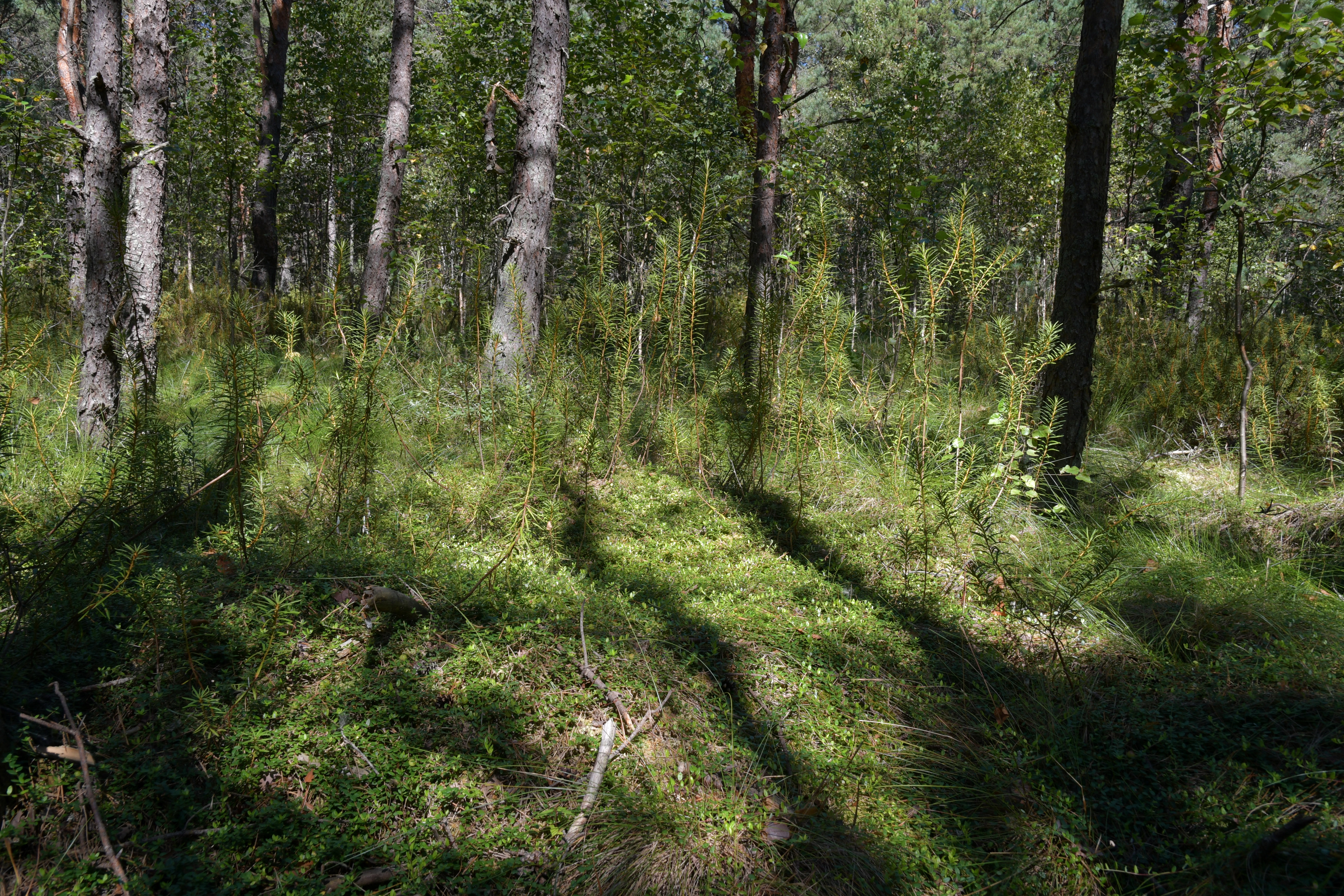
Загальний вигляд
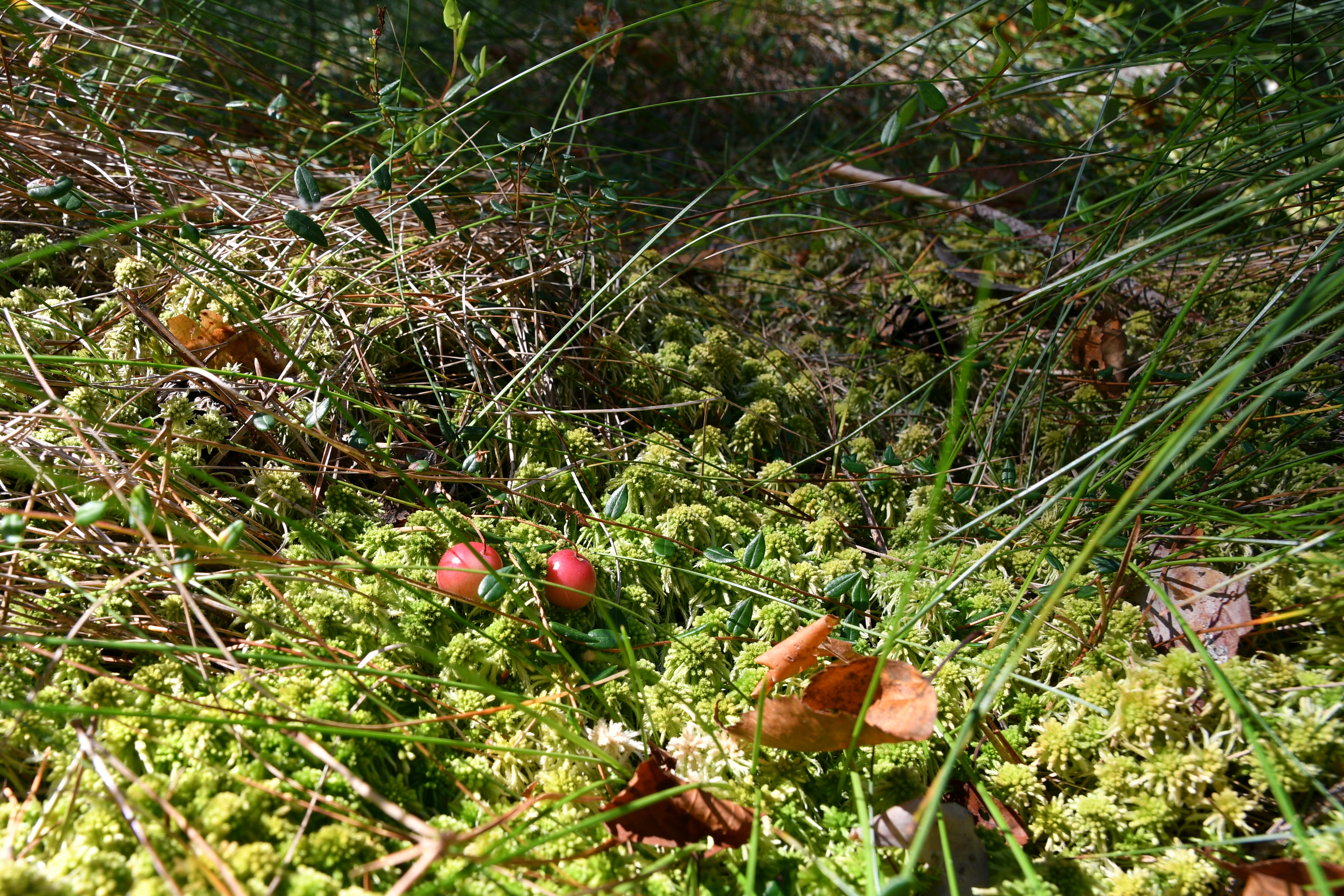
Журавлина болотяна і Сфагнум